# Сорбенти
Сорб́енти (англ. sorbents, нім. Sorbens n) — тверді тіла або рідини, здатні вбирати гази, пару та розчинені речовини.
Рідкі (рідше тверді) сорбенти, які поглинають гази та пару всім об'ємом називають абсорбентами (наприклад, вода і водні розчини солей, які застосовуються для поглинання пари сірчистого газу тощо).
Тверді сорбенти, які концентрують поглинені гази, пари або розчинені речовини на своїй поверхні, називаються адсорбентами. Сорбенти, які утворюють з поглиненою речовиною хімічну сполуку, називають хемосорбентами (наприклад, тверді гідроксиди металів, що поглинають СО2).
Особлива і ефективна група сорбентів — синтетичні органічні йонообмінні смоли (йоніти), які здатні до катіонного (катіоніти) і аніонного (аніоніти) обміну. Галузь застосування йонітів у технології переробки рудної сировини розширюється.
До найпоширеніших сорбентів належать силікагель, активоване вугілля, оксид алюмінію тощо.